# Ko Sung-Hyun
Ko Sung-Hyun (en coreano: 고성현; Seúl, 21 de mayo de 1987) es un deportista surcoreano que compitió en bádminton, en las modalidades de dobles y dobles mixto. Ganó tres medallas en el Campeonato Mundial de Bádminton entre los años 2010 y 2014.

## Palmarés internacional
| Campeonato Mundial | Campeonato Mundial     | Campeonato Mundial | Campeonato Mundial |
| Año                | Lugar                  | Medalla            | Prueba             |
| ------------------ | ---------------------- | ------------------ | ------------------ |
| 2010               | París (Francia)        | Medalla de bronce  | Dobles mixto       |
| 2011               | Londres (Reino Unido)  | Medalla de plata   | Dobles             |
| 2014               | Copenhague (Dinamarca) | Medalla de oro     | Dobles             |